# Bombaj
Bombaj (maráthsky मुंबई Mumbaí, anglicky Mumbai, dříve anglicky Bombay) je indické město a se svými 13,3 miliony obyvatel v roce 2004 šesté nejlidnatější na světě. Jeho aglomerace zahrnující i město Nová Bombaj je jednou z největších světovou konurbací. Bombaj se nachází na západním pobřeží Indie a je to hlavní město indického státu Maháráštra a největší přístav západního pobřeží. Na území města se nacházejí dvě památky světového kulturního dědictví UNESCO – nádraží čhatrapatiho Šivádžího a soubor staveb ve stylu viktoriánské gotiky a art deco v Bombaji.

## Název
Původně šlo o osídlení na sedmi ostrovech, z nichž jeden měl být pojmenován Mumbádéví podle bohyně, která ho chránila. Předpokládá se, že právě zkrácením tohoto názvu vzniklo pozdější Mumbaí. Název Bombay se ujal v době, kdy bylo město pod správou Britů, tedy od 17. století, a podle některých lingvistů ho lze odvodit z portugalského bom bahía, „dobrý záliv“. Zpětně se Bombaj dostala i do některých indických jazyků, zejména do hindštiny (बॉम्बे). Centrální indická vláda tento název (hindské बॉम्बे[zdroj?] a anglické Bombay) používala i po získání nezávislosti v roce 1947. Teprve v roce 1995 místní vláda město oficiálně přejmenovala zpět na původní Mumbaí. Podobný akt „odstraňování dědictví kolonialismu“ provedly místní vlády i s řadou dalších indických měst, např. u tamilské Čennaíe (dříve Madrás) a bengálské Kolkaty (dříve Kalkata).

## Klimatické poměry
Město má tropické podnebí, díky němuž teplota klesá jen výjimečně pod 15 °C. Nejnižší naměřená teplota zde činila 7 °C dne 27. ledna v roce 1962. Prší výhradně v letních měsících během monzunu. Průměrná teplota ve městě je 27 °C, průměrný úhrn srážek 2100–2400 mm za rok.

## Historie

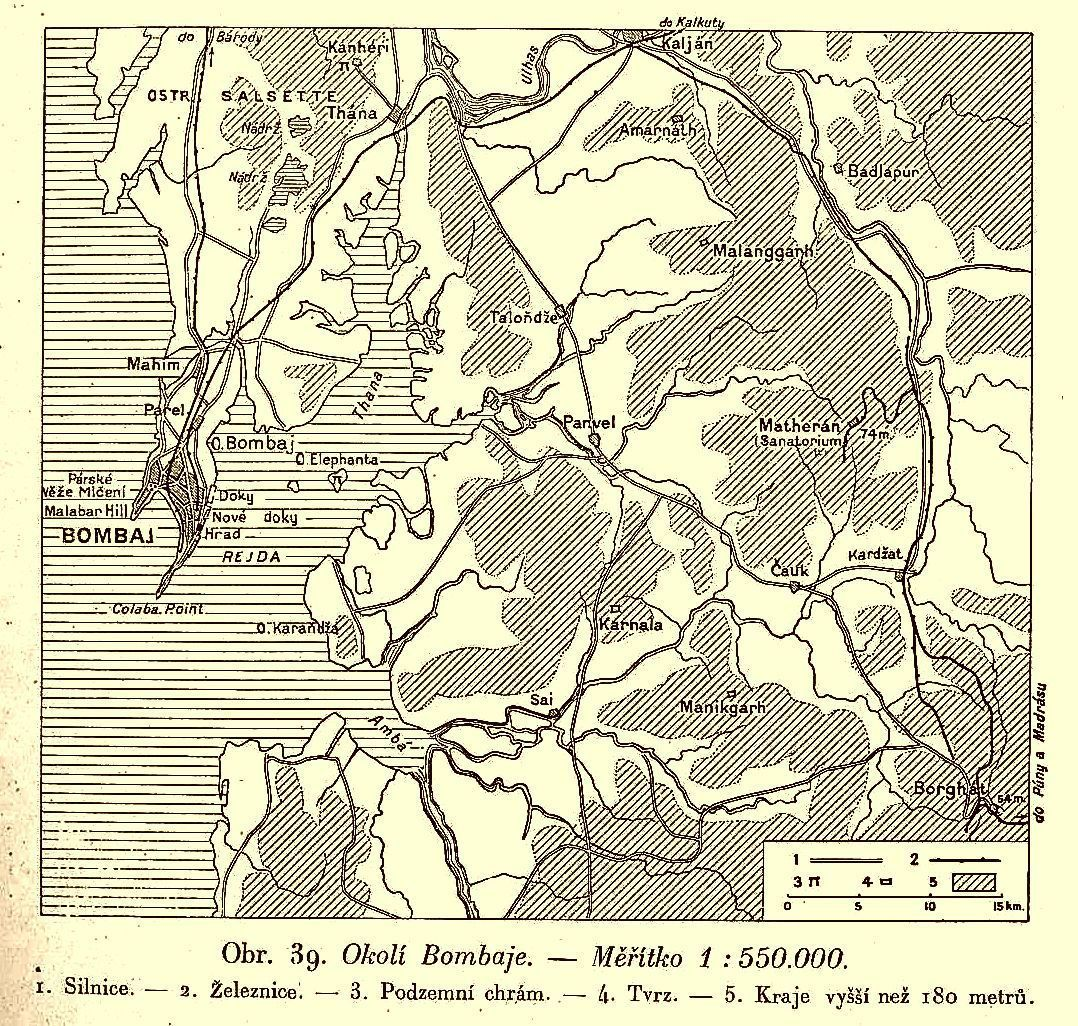
Okolí Bombaje mezi světovými válkami

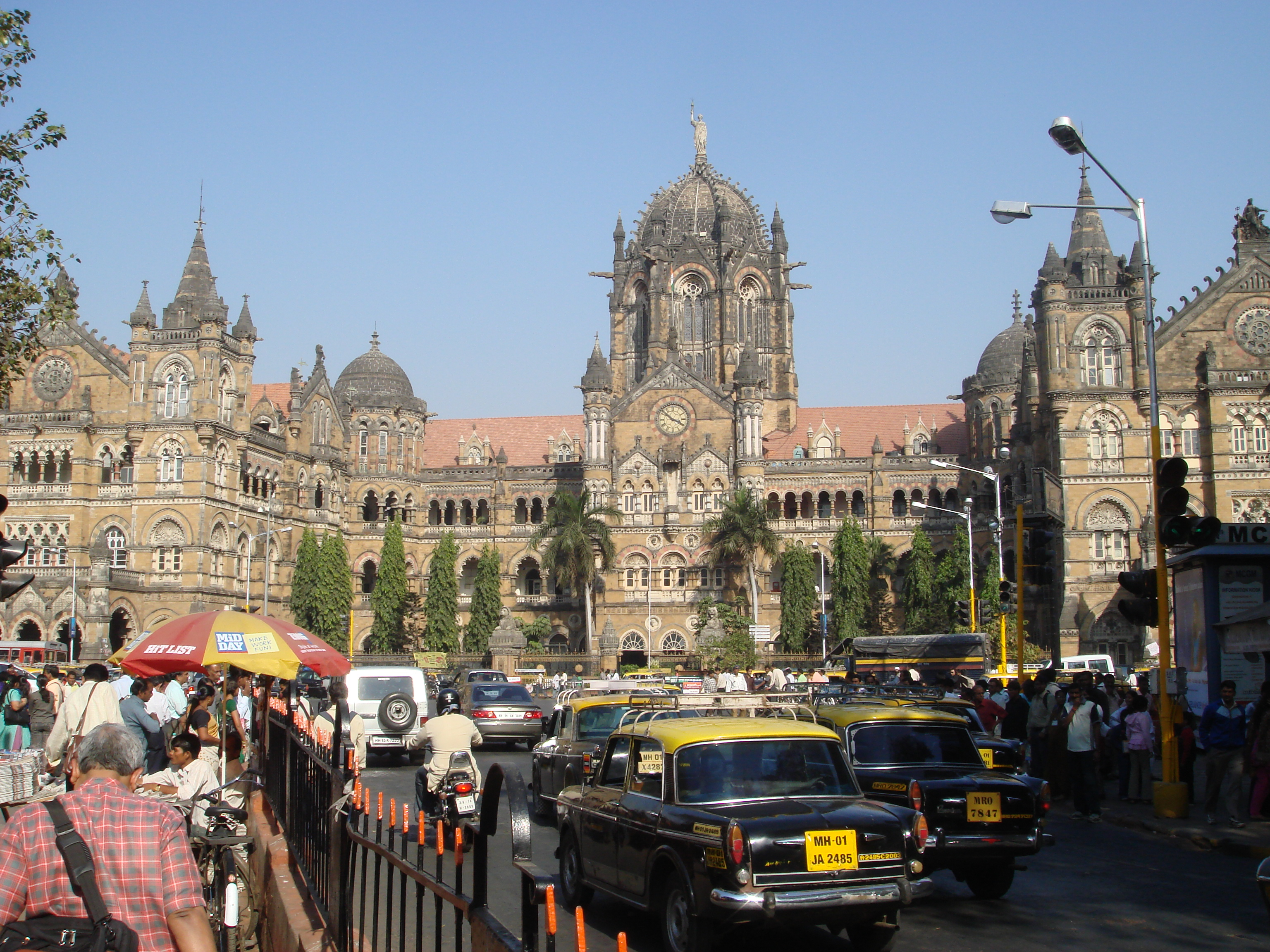
Nádraží čhatrapatího Šivádžího

Sedm ostrovů, na kterých později vznikla Bombaj, bylo osídleno rybářskou kmenovou kastou Kólí (कोळी; tento výraz v maráthštině znamená jak rybář, tak pavouk, tedy někdo, kdo tká sítě) už od 2. století př. n. l. Od 6. století toto území patřilo různým hinduistickým dynastiím, až ho ve 14. století získal gudžarátský sultán. Ten ho musel v roce 1534 vydat Portugalcům, kteří zde ale žádné významné osídlení nezaložili (v rámci kolonie Portugalské Indie měli mnohem důležitější opěrné body v Kalikatu, Kóčinu, Damanu a Díu, a hlavně v Goi). Dali však místu jméno Bom Bahai, tedy „Dobrý záliv“ (v dnešní portugalštině by jméno zřejmě znělo boa bahía).
V roce 1661 byla oblast součástí věna portugalské princezny Kateřiny z Braganzy (Catarina Henriqueta de Bragança), která si brala anglického krále Karla II. (Charles II.) Britská vláda převzala ostrovy v roce 1665, ale o tři roky později je pronajala Východoindické společnosti za roční nájem 10 liber šterlinků. Původní portugalský název byl zkomolen na Bombay (bay je pro změnu anglický výraz pro „záliv“). V Bombaji kvetl obchod a přístav se rychle rozrostl natolik, že Východoindická společnost sem během 20 let přesunula své vedení z faktorie v Surátu. V roce 1720 byla dokončena bombajská pevnost a o století později byly zasypány průlivy mezi jednotlivými bombajskými ostrovy a pevninou, čímž vznikl dnešní 15 km dlouhý poloostrov.
Navzdory malárii bombajská populace rostla, ale město bylo odříznuté od britských držav ve vnitrozemí až do roku 1818, kdy Britové porazili středoindické Maráthy a obsadili rozsáhlé území v západní Indii. V roce 1864 byly rozebrány zdi pevnosti a v Bombaji přibývala velkolepá koloniální architektura. Během Americké občanské války se Indie stala hlavním dodavatelem bavlny do Británie a většina zboží procházela právě Bombají; v opačném směru pochopitelně přitékaly peníze.
Město hrálo důležitou roli v hnutí za indickou nezávislost. Mahátma Gándhí byl jeho častým návštěvníkem, první setkání Indického národního kongresu se konalo v roce 1885 právě tady a v roce 1942 zde Gándhí spustil hnutí Quit India. Po získání nezávislosti v roce 1947 se Bombaj stala správním střediskem svazového státu Bombaj. Když byl tento stát v roce 1960 rozdělen na maráthsky mluvící Maháráštru a gudžarátsky mluvící Gudžarát, Bombaj se stala hlavním městem Maháráštry.
V roce 1985 ovládla radnici nacionalistická strana Šiv Sena (doslova „Šivádžího armáda“) a za její vlády se do té doby multikulturní ráz města začal viklat. Docházelo k diskriminaci muslimů a přistěhovalců z oblastí mimo Maháráštru. Při nepokojích, které následovaly po zničení mešity Babri masdžíd v Ajódhji v prosinci 1992, zde zemřelo na 800 lidí, a při teroristických útocích 12. března 1993 zahynulo dalších 300 a byla zničena budova Bombajské burzy a Air India. Náboženské třenice neusnuly ani v novém tisíciletí a při vlakových útocích v červenci 2006 zemřelo více než 200 lidí. Další útok otřásl celým světem v listopadu 2008, když skupiny teroristů napadly střelbou i výbušninami hlavní nádraží, hotel Tádžmahal a několik dalších míst ve městě. Bombaj se změnila ve válečnou zónu a speciální jednotky bojovaly s teroristy téměř tři dny. Zemřelo přes 150 lidí včetně několika desítek cizinců.[zdroj?]
Strana Shiv Sena měla velký vliv i na přejmenování města na Mumbaí v roce 1995 (podle některých pramenů až 1996). Kromě toho prosadila i přejmenování některých důležitých míst a budov ve městě, např. z Viktoriina nádraží se stalo Nádraží čhatrapatiho Šivádžího (pojmenováno po velkém vůdci Maráthů), stejná změna potkala i obě letiště a Muzeum Prince z Walesu. Stará jména ale ještě z užívání zcela nevymizela a některé instituce si dokonce ponechaly v názvu staré jméno města (např. Bombay High Court, Bombajský vrchní soud).

## Doprava
Přibližně patnáct kilometrů severně od centra Bombaje leží mezinárodní letiště Čhatrapatího Šivádžího, druhé nejrušnější letiště v rámci celé Indie.
Městskou dopravu v Bombaji zajišťují autobusy, městská železnice a metro. 
Do Bombaje směřuje celá řada železničních tratí z celé Indie, včetně Konkanské železnice nebo Západního koridoru pro nákladní dopravu.

## Partnerská města
- Honolulu, USA
- Izmir, Turecko
- Los Angeles, USA
- Petrohrad, Rusko
- Pusan, Jižní Korea
- Stuttgart, Německo
- Šanghaj, Čína